# 성소은
성소은은 대한민국의 텔레비전 드라마 작가이다. 

## 드라마
- 2019년 네이버 TV 웹 드라마 《나의 이름에게》 ... 각색
- 2020년 플레이리스트 & 웹 드라마 《트웬티 트웬티》 ... 집필
- 2025년 MBC 금토 미니시리즈 《바니와 오빠들》 ... 공동집필